# BRP Heracleo Alano
Le BRP Heracleo Alano (PC-376) est le sixième patrouilleur côtier de la classe Jose Andrada de la marine philippine. Il fait partie du premier lot de sa classe, commandé par l’intermédiaire des ventes militaires à l’étranger (FMS) des États-Unis en 1990. Il a été mis en service par la marine philippine en janvier 1992,. Il a été initialement désigné comme Fast Patrol Craft, et a été numéroté « DF-376 », mais plus tard, il a été redésigné comme une canonnière de patrouille, et a été renuméroté « PG-376 ». Une autre reclassification a été effectuée en avril 2016, qui l’a redésigné comme un patrouilleur côtier (PC-376).

## Conception
Le navire a été construit selon les normes de la Garde côtière américaine avec une coque et une superstructure en aluminium. Il est propulsé par deux moteurs Diesel Detroit Diesel Corporation 16V-92TA d’une puissance combinée d’environ 2800 ch, entraînant deux hélices et donnant une vitesse maximale de 28 nœuds (52 km/h). L’autonomie maximale est de 1200 milles marins (2200 km) à 12 nœuds (22 km/h) ou de 600 milles marins (1100 km) à 24 nœuds (44 km/h).
Le navire était conçu à l’origine pour transporter un canon de 40 mm Mk.3, un mortier de 81 mm à l’arrière et quatre mitrailleuses de 12,7 × 99 mm OTAN (calibre .50),. Au lieu de cela, il n’est armé que de quatre mitrailleuses Browning M2HB de calibre 12,7 mm sur des affûts Mk.26, dont deux positionnées à l’avant et deux à l’arrière, et de deux mitrailleuses M60 de 7,62 × 51 mm OTAN (calibre .30), toutes deux montées au milieu du navire. Le navire peut transporter 4000 cartouches de 12,7 mm et 2000 cartouches de 7,62 mm. Faisant partie du premier lot (PG-370 à PG-378), il n’est pas équipé du chain gun M242 Bushmaster Mk.38 Mod.0 de 25 mm,,. Il a également été le navire d’essai du projet « Trident Strike », un système de montage de canon télécommandé de la marine philippine, du Naval Sea Systems Command et de l’Institut de technologie de Mapua. Il était prévu d’installer sur sa proue un chain gun M242 Bushmaster de 25 mm (stabilisé ou non) après quelques modifications mineures, mais à ce jour, cela ne s’est pas concrétisé. En mai 2022, il a été utilisé comme navire d’essai pour le projet BUHAWI (pour « Building a Universal Mount for Heavy-Barrel Automated Weapon Integration »), un programme successeur de Trident Strike, qui a également vu l’installation et le tir d’essai d’une station d’armement télécommandée sur le navire,.
Il est équipé d’un radar de recherche et de navigation de surface Raytheon AN/SPS-64(V)11, mais avec une antenne plus petite que celles utilisées sur les plus grands navires de la marine philippine,.
Un bateau pneumatique semi-rigide de 4 mètres, propulsé par un moteur hors-bord de 40 ch, est rangé au milieu du navire.

## Historique
En août 2006, dans le cadre d’un groupe opérationnel de la marine philippine, le BRP Heracleo Alano, ainsi que le BRP Bacolod City, le BRP Teotimo Figuracion et le BRP Apolinario Mabini, ont rejoint leurs homologues de la marine américaine, notamment l’USS Tortuga, l’USS Hopper, l’USS Crommelin (FFG-37), l’USNS Salvor (ARS-52), et le navire de l’United States Coast Guard USCGC Sherman, dans l’exercice naval CARAT 2006.
En novembre 2022, le BRP Heracleo Alano a participé à l’exercice DAGITPA 2022 à Palawan. Avec le BRP Antonio Luna (FF-151), il a mené une simulation d’opération d’interdiction maritime (MIO) dans les eaux de Brooke’s Point, dans le sud de Palawan, avec un appui aérien fourni par un hélicoptère AW109 (NH430).
Le 19 janvier 2024, le BRP Heracleo Alano a secouru un pêcheur après que sa banca motorisée, surchargée de jerrycans d’eau, a chaviré près du port de Buliluyan, à Bataraza. L’équipage du BRP Heracleo Alano a sorti le pêcheur de l’eau à l’aide de cordes et d’un engin flottant. Puis le patrouilleur a sécurisé et remorqué sa banca motorisée, afin de s’assurer qu’elle ne constituerait pas un danger pour la navigation dans le secteur.